# Eric James Denton
Eric James Denton (Bentley, Yorkshire, 30 de septiembre de 1923-St Just, Cornualles, 2 de enero de 2007) fue un biólogo marino británico que ganó la Medalla Royal de la Royal Society en 1987. Fue el director de la Asociación de Biología Marina de laboratorio en Plymouth entre 1974 y 1987.